# Archisotoma polaris
Archisotoma polaris is een springstaartensoort uit de familie van de Isotomidae. De wetenschappelijke naam van de soort is voor het eerst geldig gepubliceerd in 1975 door Fjellberg & Poinsot.